# Federico Fazio
Federico Julián Fazio (né le 17 mars 1987 à Buenos Aires, Argentine) est un footballeur international argentin. Ce grand joueur (1,95 m) joue pour le club italien de l’US Salernitana au poste de défenseur central.

## Carrière

### Séville
Né à Buenos Aires, Fazio commence sa carrière en 2005 en Primera B Nacional, deuxième division argentine, au Ferro Carril Oeste. En janvier 2007, il est recruté pour cinq saisons par le Séville FC, un transfert s'élevant à 800 000 euros. Il finit la saison avec le Sevilla Atlético Club, l'équipe réserve du club, et contribue à sa promotion en Segunda División.
Fazio commence la saison 2007-2008 en tant que joueur des deux équipes sévillanes. Toutefois, en raison des blessures de Javier Navarro et de Julien Escudé, il a finalement un temps de jeu conséquent, et décroche avec son équipe une qualification pour la Coupe UEFA 2008-2009. Il joue son premier match avec Séville le 25 août 2007 lors de la première journée de Liga, une victoire 4-1 face à Getafe CF. Le 7 mai 2008, Fazio marque ses deux premiers buts en Liga grâce à un doublé lors d'une victoire 3-0 contre le Racing de Santander. L'Argentin en marque un troisième la semaine suivante, contre le Betis Séville. Lors de ces deux matchs, Fazio joue au poste de milieu défensif.
Pour sa deuxième année, Séville finit à la troisième place, mais Fazio apparaît un peu moins, il est aligné à deux postes différents. Il est principalement blessé lors de la saison suivante, et ne joue que lors de 10 matchs de championnat. Les Andalous finissent quatrièmes de Liga, et remporte la Copa del Rey, mais Fazio ne prend pas part à la finale.

### Tottenham
Le 26 août 2014, Fazio est transféré pour près de 10 millions d'euros à Tottenham, et y signe un contrat de 4 ans.

## Statistiques
| Saison                | Club                  | Championnat           | Championnat | Championnat | Coupe(s) nationale(s) | Coupe(s) nationale(s) | Supercoupe | Supercoupe | Compétition(s) continentale(s) | Compétition(s) continentale(s) | Compétition(s) continentale(s) | Total | Total |
| Saison                | Club                  | Division              | M.          | B.          | M.                    | B.                    | M.         | B.         | Comp.                          | M.                             | B.                             | M.    | B.    |
| 2005-2006             | Ferro Carril Oeste    | Primera B Nacional    | 31          | 3           | -                     | -                     | -          | -          | -                              | -                              | -                              | 31    | 3     |
| 2006-2007             | Ferro Carril Oeste    | Primera B Nacional    | 17          | 0           | -                     | -                     | -          | -          | -                              | -                              | -                              | 17    | 0     |
| Sous-total            | Sous-total            | Sous-total            | 48          | 3           | -                     | -                     | -          | -          | -                              | -                              | -                              | 48    | 3     |
| 2006-2007             | Séville FC            | Liga BBVA             | -           | -           | 1                     | 0                     | -          | -          | C3                             | -                              | -                              | 1     | 0     |
| 2007-2008             | Séville FC            | Liga BBVA             | 22          | 3           | 2                     | 1                     | 1          | 0          | C1                             | 4                              | 0                              | 29    | 4     |
| 2008-2009             | Séville FC            | Liga BBVA             | 16          | 0           | 3                     | 0                     | -          | -          | C3                             | 3                              | 0                              | 22    | 0     |
| 2009-2010             | Séville FC            | Liga BBVA             | 10          | 1           | 1                     | 0                     | -          | -          | C1                             | 2                              | 0                              | 13    | 1     |
| 2010-2011             | Séville FC            | Liga BBVA             | 19          | 1           | -                     | -                     | 1          | 0          | C1+C3                          | 2+3                            | 0                              | 25    | 1     |
| 2011-2012             | Séville FC            | Liga BBVA             | 28          | 2           | 3                     | 0                     | -          | -          | C3                             | 2                              | 0                              | 33    | 2     |
| 2012-2013             | Séville FC            | Liga BBVA             | 26          | 3           | 7                     | 1                     | -          | -          | -                              | -                              | -                              | 33    | 4     |
| 2013-2014             | Séville FC            | Liga BBVA             | 27          | 2           | 1                     | 0                     | -          | -          | C3                             | 13                             | 1                              | 41    | 3     |
| 2014-2015             | Séville FC            | Liga BBVA             | -           | -           | -                     | -                     | -          | -          | SC                             | 1                              | 0                              | 1     | 0     |
| Sous-total            | Sous-total            | Sous-total            | 148         | 12          | 18                    | 2                     | 2          | 0          | -                              | 30                             | 1                              | 198   | 15    |
| 2014-2015             | Tottenham Hotspur     | Premier League        | 20          | 0           | 5                     | 0                     | -          | -          | C3                             | 6                              | 0                              | 31    | 0     |
| 2015-2016             | Tottenham Hotspur     | Premier League        | -           | -           | 1                     | 0                     | -          | -          | C3                             | -                              | -                              | 1     | 0     |
| Sous-total            | Sous-total            | Sous-total            | 20          | 0           | 6                     | 0                     | -          | -          | -                              | 6                              | 0                              | 32    | 0     |
| 2015-2016             | Séville FC (prêt)     | Liga BBVA             | 4           | 0           | -                     | -                     | -          | -          | C3                             | 2                              | 0                              | 6     | 0     |
| Sous-total            | Sous-total            | Sous-total            | 4           | 0           | -                     | -                     | -          | -          | -                              | 2                              | 0                              | 6     | 0     |
| 2016-2017             | AS Roma               | Serie A               | 37          | 2           | 2                     | 0                     | -          | -          | C3                             | 8                              | 2                              | 47    | 4     |
| 2017-2018             | AS Roma               | Serie A               | 34          | 2           | -                     | -                     | -          | -          | C1                             | 11                             | 0                              | 45    | 2     |
| 2018-2019             | AS Roma               | Serie A               | 34          | 5           | 2                     | 0                     | -          | -          | C1                             | 6                              | 0                              | 42    | 5     |
| 2019-2020             | AS Roma               | Serie A               | 34          | 5           | 2                     | 0                     | -          | -          | C3                             | 7                              | 0                              | 43    | 5     |
| 2020-2021             | AS Roma               | Serie A               | 21          | 3           | -                     | -                     | -          | -          | C3                             | 5                              | 0                              | 26    | 3     |
| Sous-total            | Sous-total            | Sous-total            | 126         | 12          | 4                     | 0                     | -          | -          | -                              | 37                             | 2                              | 167   | 14    |
| Total sur la carrière | Total sur la carrière | Total sur la carrière | 346         | 27          | 28                    | 2                     | 2          | 0          | -                              | 75                             | 3                              | 451   | 32    |

## Palmarès

### En club
Séville FC
- Vainqueur de la Ligue Europa en 2014 et 2016.
- Vainqueur de la Copa del Rey en 2010.
- Vainqueur de la Supercoupe d'Espagne en 2007.

### En sélection
- Vainqueur de la Coupe du monde des moins de 20 ans en 2007.
- Médaille d'or aux Jeux olympiques d'été de 2008.